# Ecorregión de agua dulce pendiente del Pacífico andina austral
La ecorregión de agua dulce pendiente del Pacífico andina austral (en  inglés South Andean Pacific Slopes) (341) es una georregión ecológica acuática continental situada en el sudoeste de América del Sur. Se la incluye en la ecozona Neotropical.

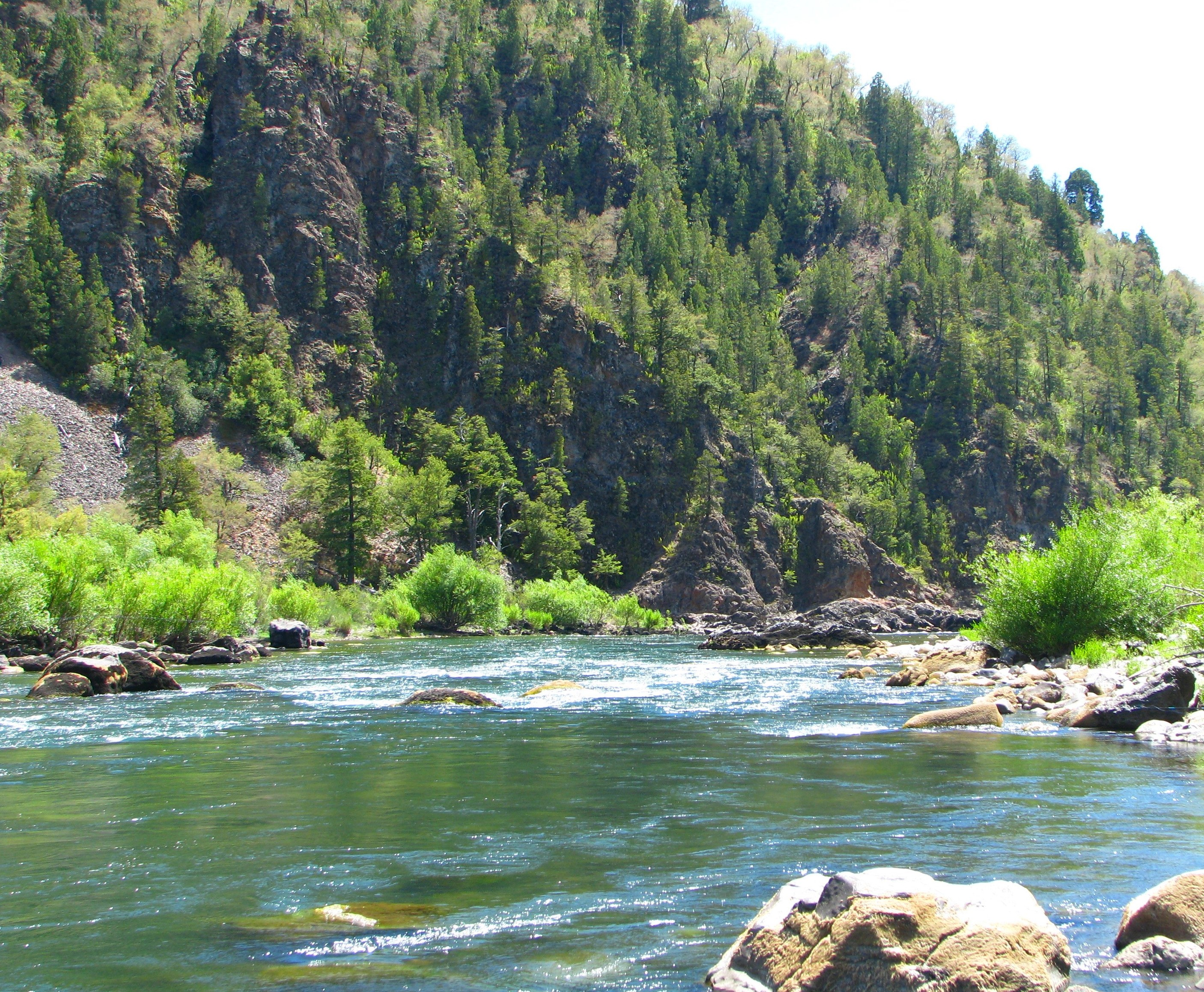
El río Biobío es el más importante curso fluvial de la ecorregión de agua dulce pendiente del Pacífico andina austral.

## Distribución

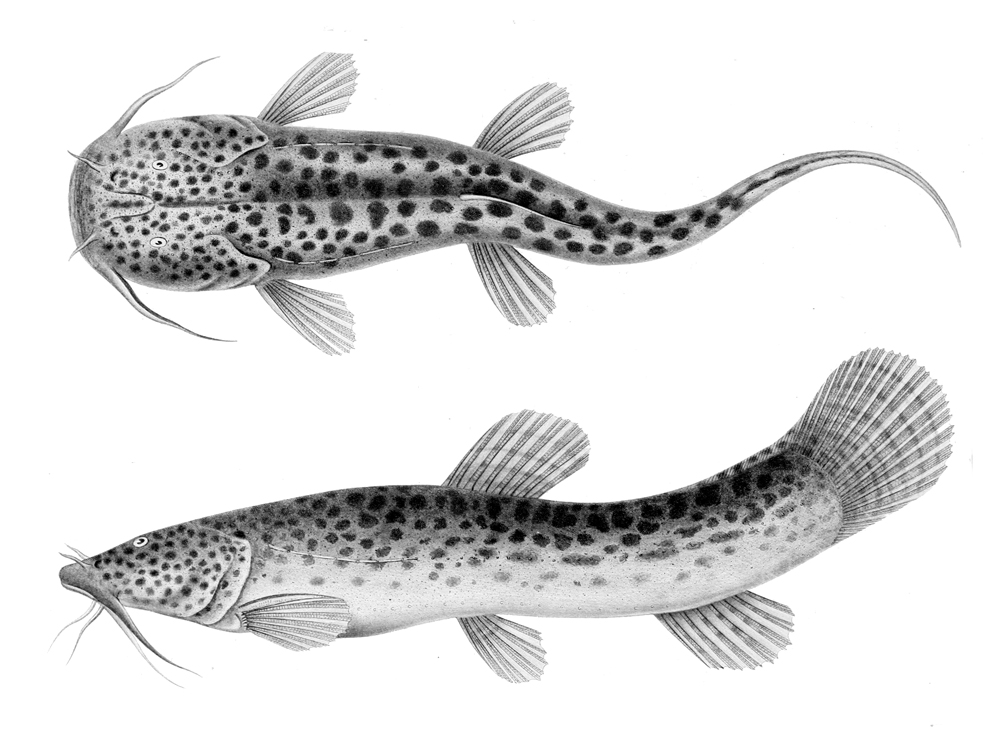
El silúrido Nematogenys inermis, único representante viviente de la familia Nematogenyidae, es exclusiva de la ecorregión de agua dulce pendiente del Pacífico andina austral.

Se distribuye mayormente en el centro de Chile, en cursos fluviales y lacustres con pendiente del océano Pacífico. En su parte septentrional también penetra en el extremo oeste de la Argentina, en algunas escasas cuencas altoandinas que rodean el área de los más altos vocanes del planeta, en la zona del nevado Tres Cruces y el nevado Ojos del Salado.    
Cubre todas las cuencas hidrográficas chilenas desde quebrada Seca por el norte, hasta el río Imperial, en la Región de la Araucanía, por el sur.
Hacia el norte limita con la Ecorregión de agua dulce Atacama; hacia el sur limita con la de los lagos valdivianos; por el oriente la cordillera andina la separa, hacia el nordeste, de la del Desaguadero cuyano, mientras que hacia el sudeste hace lo propio con la de la Patagonia.

## Especies endémicas y características
Entre las especies endémicas se encuentran silúridos, como Trichomycterus chiltoni y Nematogenys inermis.